# Шубин, Пётр Алексеевич
Пётр Алексеевич Шубин (5 [18] октября 1902, Лепиново, Курская губерния — 10 апреля 1968, Курск) — начальник железнодорожной станции Курск, Герой Социалистического Труда.

## Детство и юность
Родился 5 (18) октября 1902 года в деревне Лепиново Щигровского уезда Курской губернии (ныне Золотухинского района Курской области) в семье железнодорожника. Детство и юность провёл в Курске. В 1917 году окончил общеобразовательную железнодорожную школу.
С 1918 года работал на железнодорожной станции Курск: учеником телеграфиста и телеграфистом (1918—1929), запасным агентом службы движения (1929—1931), дежурным по станции (1931—1938). В 1938 году окончил курсы старшего командного состава железных дорог при Московском институте инженеров железнодорожного транспорта (МИИТ).
В январе-декабре 1938 — старший помощник начальника, в январе-июне 1939 — заместитель начальника, с июля 1939 — начальник железнодорожной станции Курск. За внедрение передовых методов формирования поездов, работу по внедрению контроля над безопасностью движения на станции Курск в апреле 1940 года награждён значком «Почётному железнодорожнику».

## Военное время
В октябре 1941 года участвовал в обороне Курска от немецко-фашистских захватчиков и в ночь на 2 ноября 1941 года с последней группой железнодорожников покинул станцию Курск. В 1941—1942 — начальник прифронтовой станции Мармыжи (в Курской области). С июля 1942 — заместитель начальника, в октябре 1942 — феврале 1943 — начальник станции Москва-Горьковская — товарная. За отличную работу на этих должностях в феврале 1943 года награждён вторым значком «Почётному железнодорожнику».
В феврале 1943 года командирован старшим оперативной группы на восстановление станции Курск. В апреле-августе 1943 — начальник распорядительной станции Курск военно-эксплуатационного отделения № 14 (ВЭО-14). В дни подготовки и проведения Курской битвы провёл огромную работу по восстановлению железнодорожных объектов, разрушенных немецкой авиацией, бесперебойному пропуску воинских эшелонов. За это время станция Курск обеспечила приём 2.513 и отправление 2.732 воинских составов. 2.06.1943 был контужен при бомбардировке станции.

## После войны
До апреля 1952 года был начальником станции Курск. В 1952—1953 — начальник пассажирского отдела Курского отделения Московско-Курско-Донбасской железной дороги. В сентябре 1953 — июне 1958 вновь работал начальником железнодорожной станции Курск. В октябре 1957 года участвовал в ликвидации заминированного немецко-фашистскими войсками склада боеприпасов на территории станции.
Жил в Курске. Умер 10 апреля 1968 года. Похоронен на Никитском кладбище в Курске.

## Награды
Указом Президиума Верховного Совета СССР от 5 ноября 1943 года «за особые заслуги в обеспечении перевозок для фронта и народного хозяйства, за выдающиеся достижения в восстановлении железнодорожного транспорта в трудных условиях военного времени» Шубину Петру Алексеевичу присвоено звание Героя Социалистического Труда с вручением ордена Ленина и золотой медали «Серп и Молот».
Награждён 2 орденами Ленина (05.11.1943; 195..), медалью «За отвагу» (30.7.1942), другими медалями, 2 знаками «Почётному железнодорожнику» (08.04.1940; 21.11.1943).
Именем П. А. Шубина названа улица в Железнодорожном округе Курска. На здании Курского вокзала в его честь установлена мемориальная доска.